# موزه یادمان انقلاب ارمنستان
موزه یادمان انقلاب ارمنستان (ارمنی: Հ. Յ. Դաշնակցութեան պատմութեան թանգարան հիմնադրամ) موزه‌ای در ایروان، ارمنستان است که تاریخ جمهوری اول ارمنستان و فدراسیون انقلابی ارمنی (ARF) و اعضای برجستهٔ آن را به نمایش می‌گذارد.

## تاریخچه
این موزه ابتدا در سال ۱۹۴۶ میلادی در پاریس، فرانسه افتتاح شد و در طول سال‌ها، حدود ۳٬۰۰۰ اثر تاریخی جمع‌آوری کرد. این موزه در تاریخ ۱۳ ژوئیه ۲۰۰۷ طی مراسمی رسمی در مرکز کریستاپور میکائلیان در ایروان افتتاح شد. رهبران حزب داشناک همچون هرانت مارکاریان و حامیان این حزب در این مراسم حضور داشتند. همچنین رئیس انترناسیونال سوسیالیست، لوئیس آیالا، در این مراسم حضور داشت و افتتاح این موزه را نقطه عطفی تاریخی و مهم در تاریخ فدراسیون انقلابی ارمنی دانست.
این موزه اسناد دولتی، تمبرها و سایر آثار تاریخی را به نمایش می‌گذارد. اولین نمایشگاه آن به جمهوری دموکراتیک ارمنستان از سال ۱۹۱۸ تا ۱۹۲۰ اختصاص دارد. این نمایشگاه شامل اسناد رسمی ارائه‌شده توسط ارمنستان در معاهده ورسای در سال ۱۹۱۹ و همچنین وسایل شخصی نخست‌وزیران اولین جمهوری، از جمله هامو اوهانجانیان، آلکساندر خاتیسیان، سیمون وراتسیان و هوهانس کاچازنونی است. همچنین وسایل شخصی ژنرال‌های آندرانیک اوزانیان و دراستامات کانایان از بخش‌های برجستهٔ این نمایشگاه به‌شمار می‌آید.
مدیر موزه و مؤسسه نسل‌کشی ارمنی‌ها، هایک دمویان، این موزه را یکی از غنی‌ترین مجموعه‌های مرتبط با یکی از «دراماتیک‌ترین» نقاط عطف تاریخی ارمنستان دانسته است.

## نگارخانه

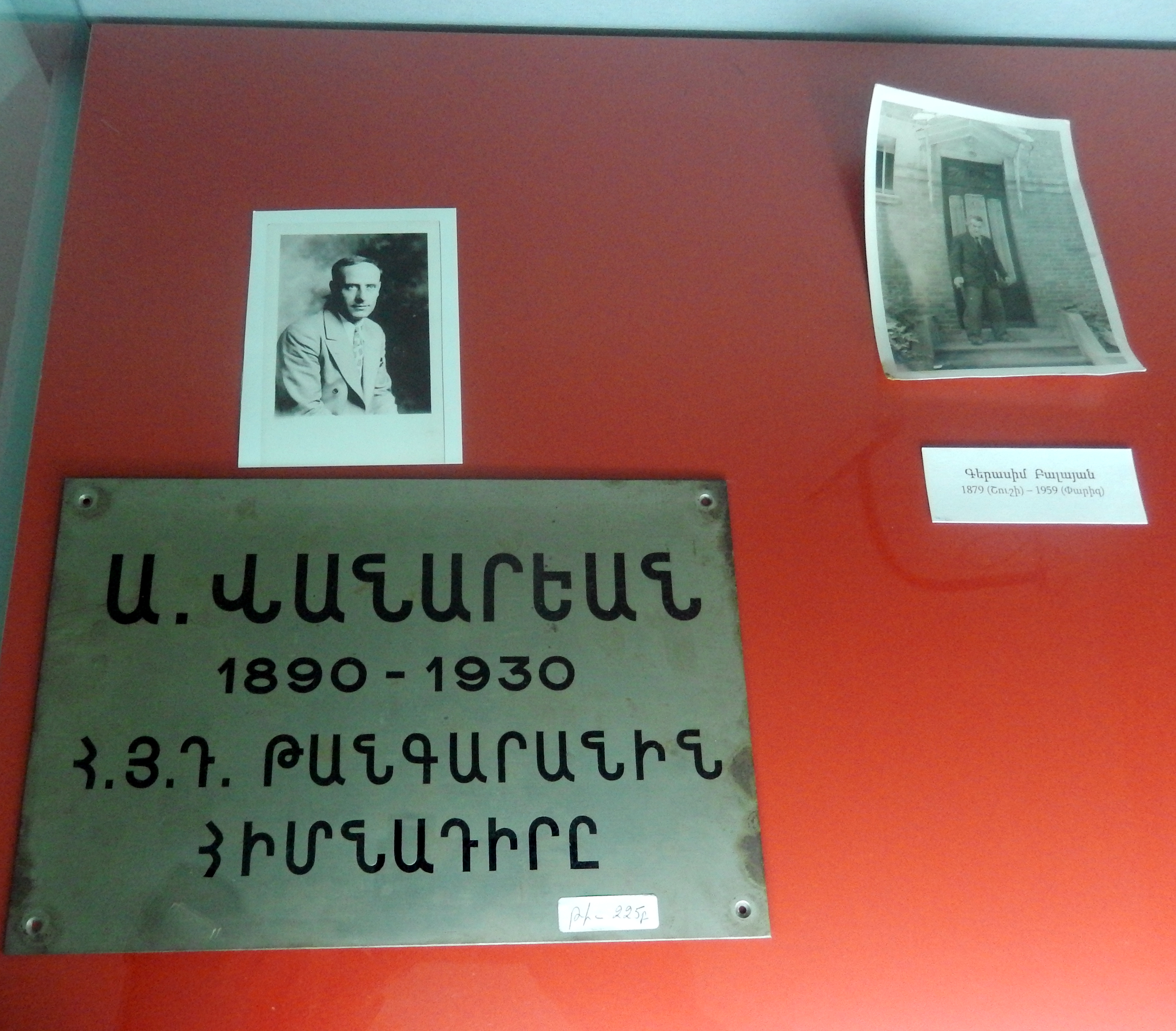
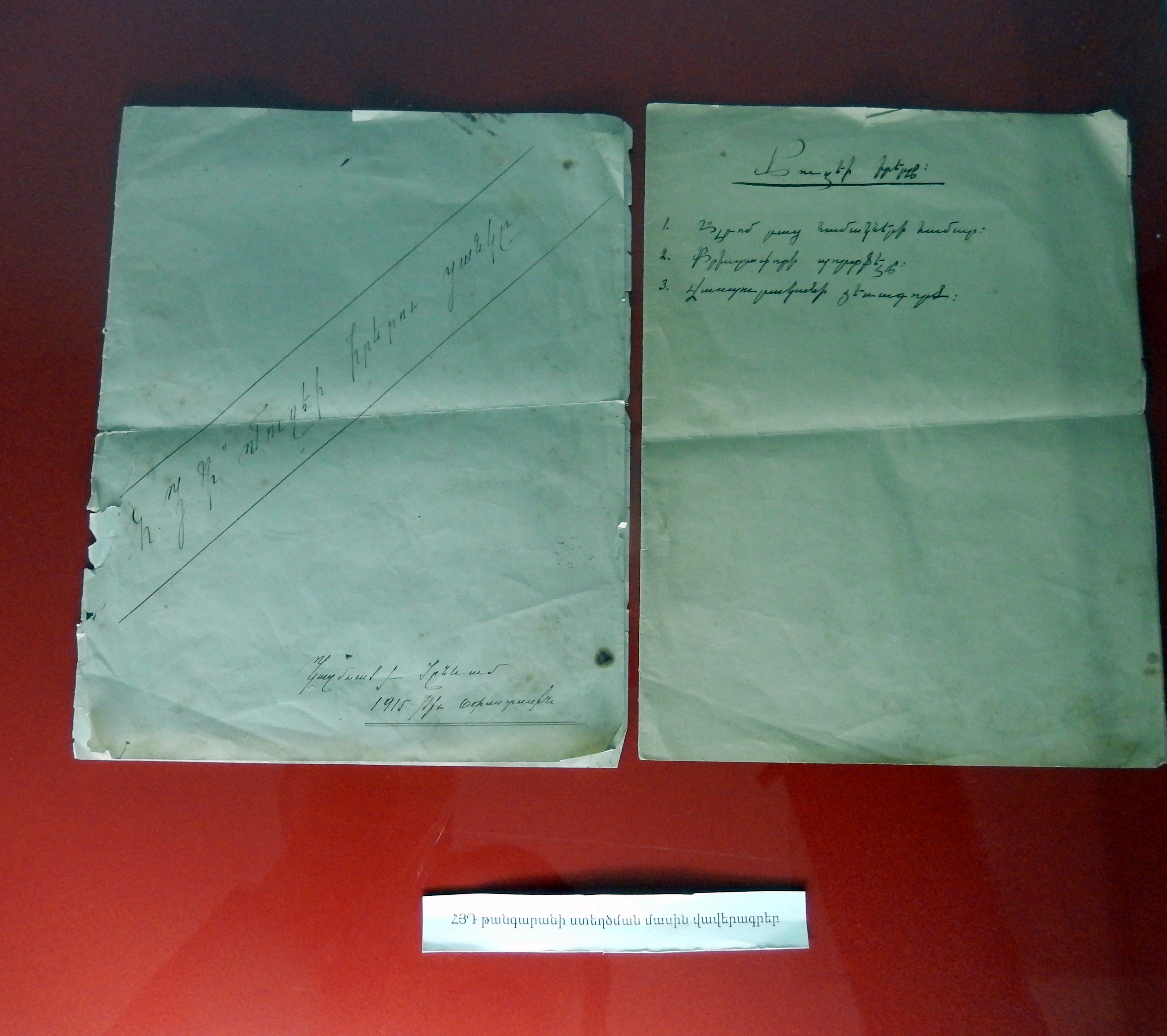
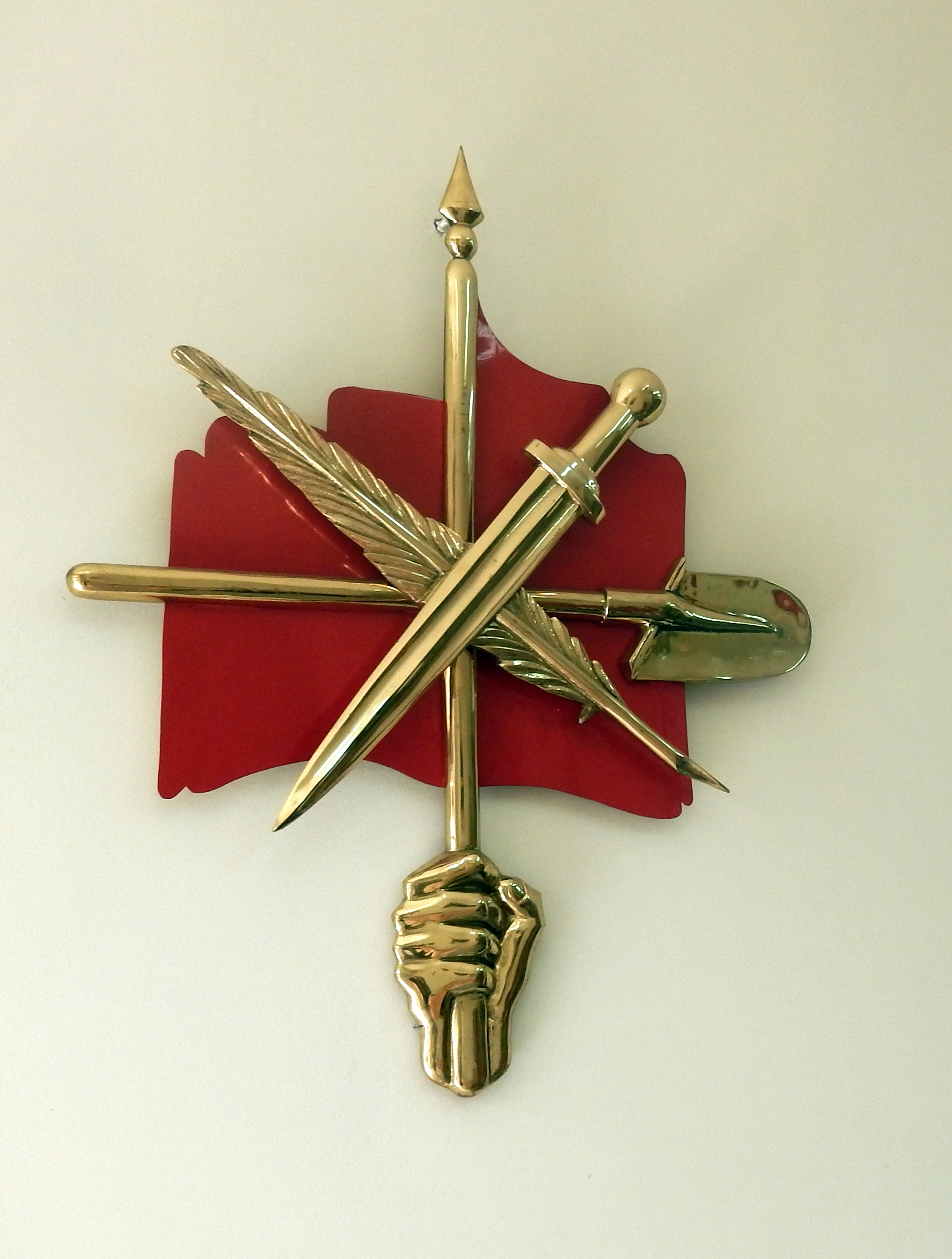
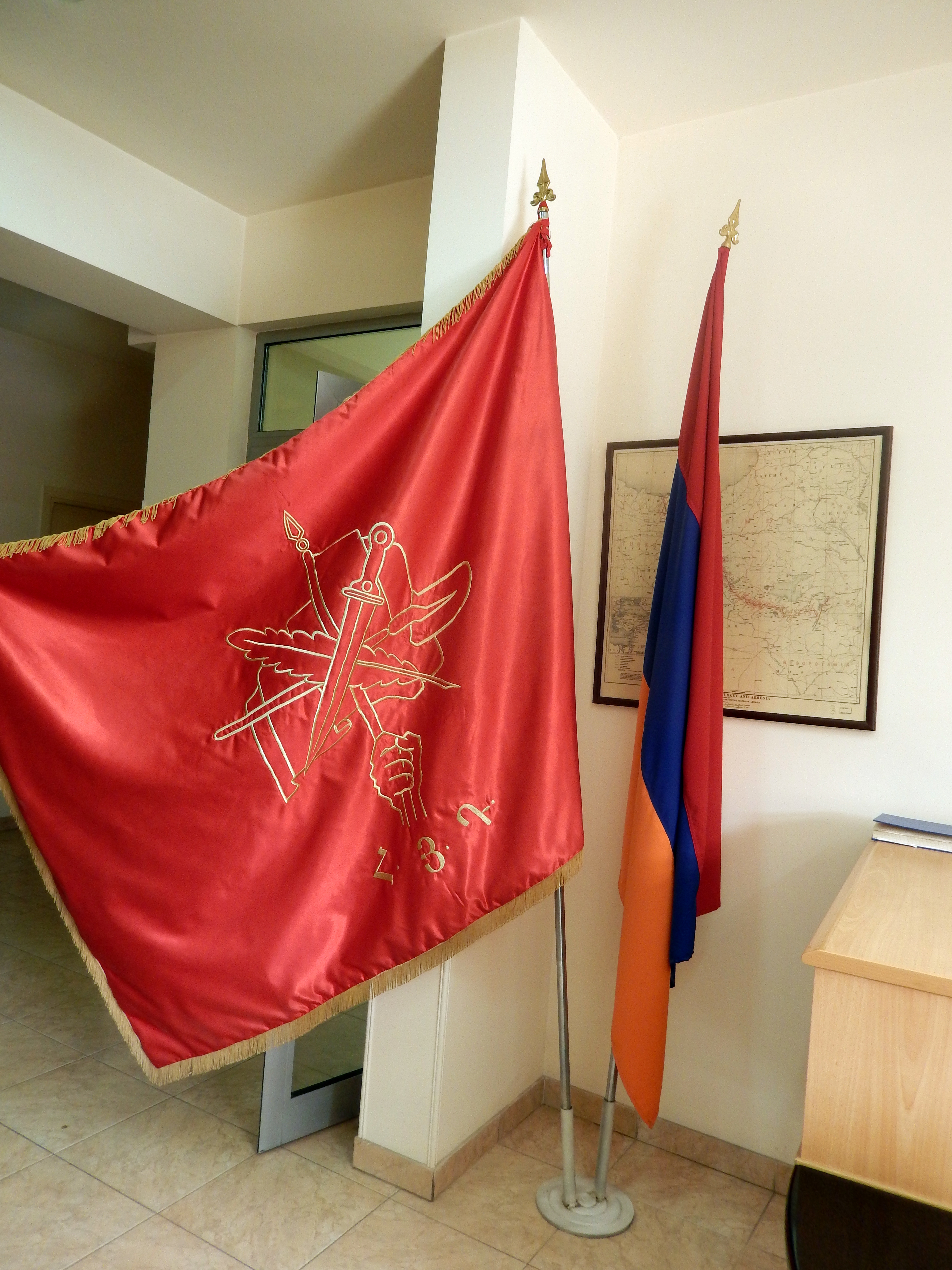
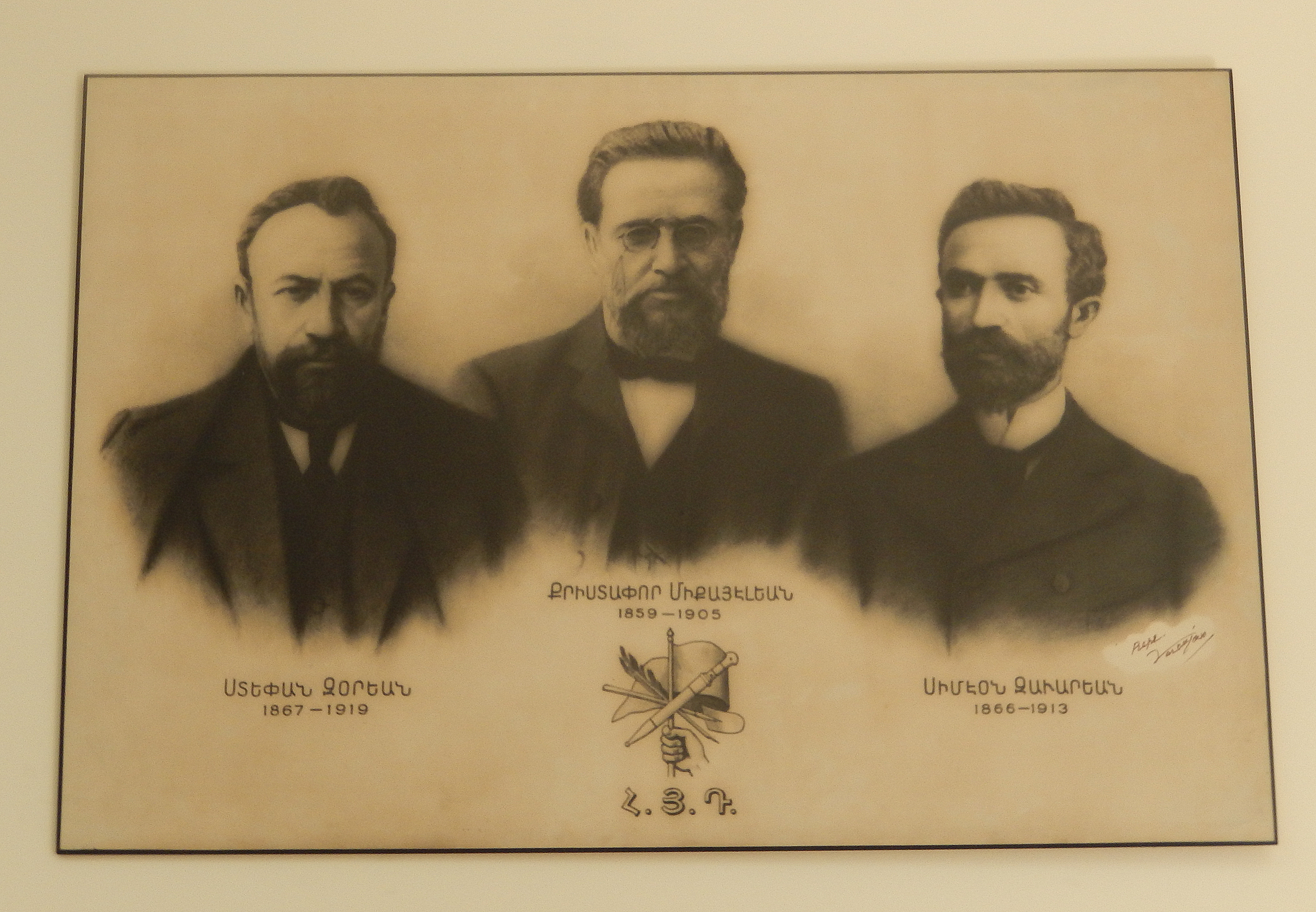
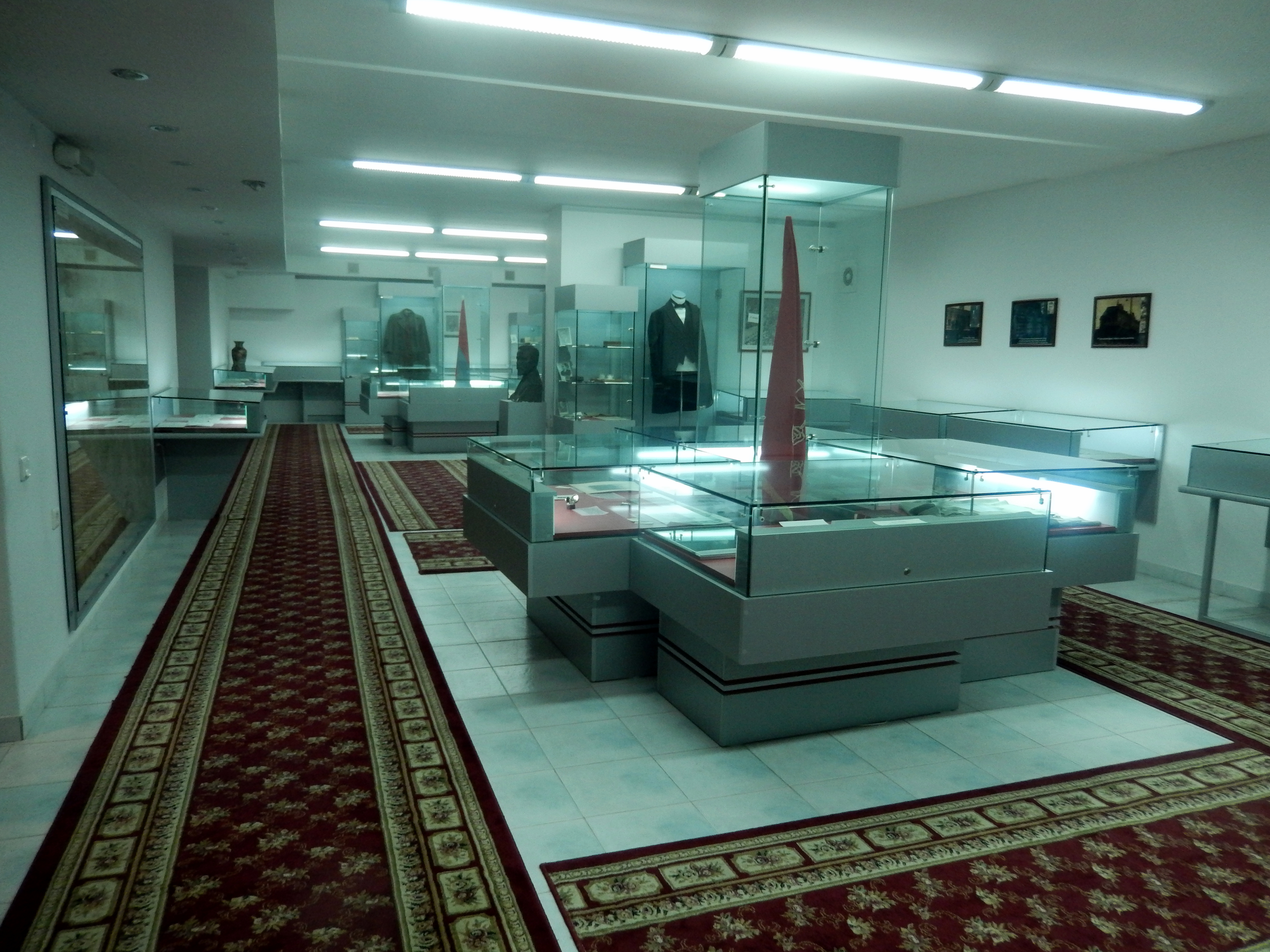
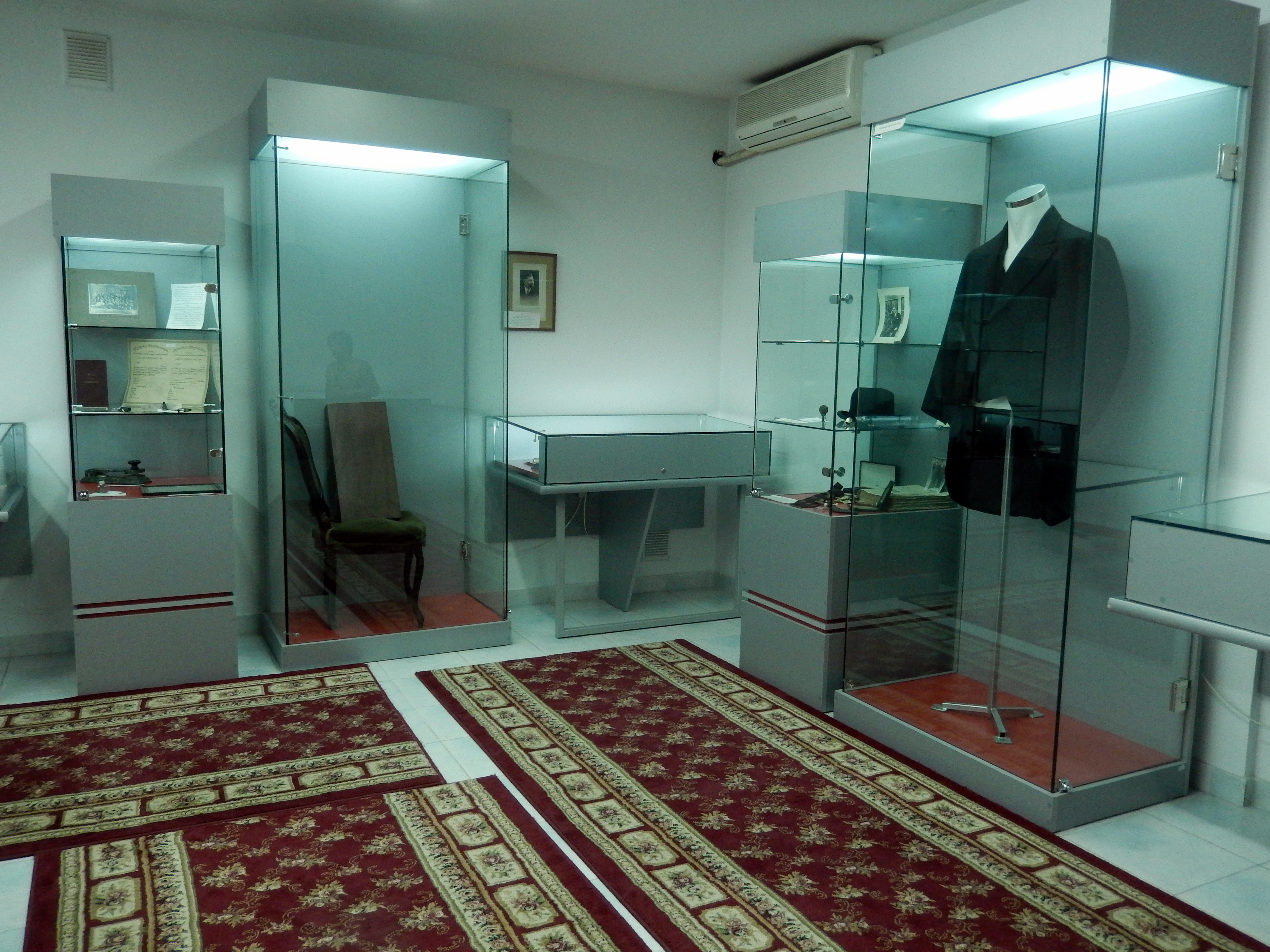
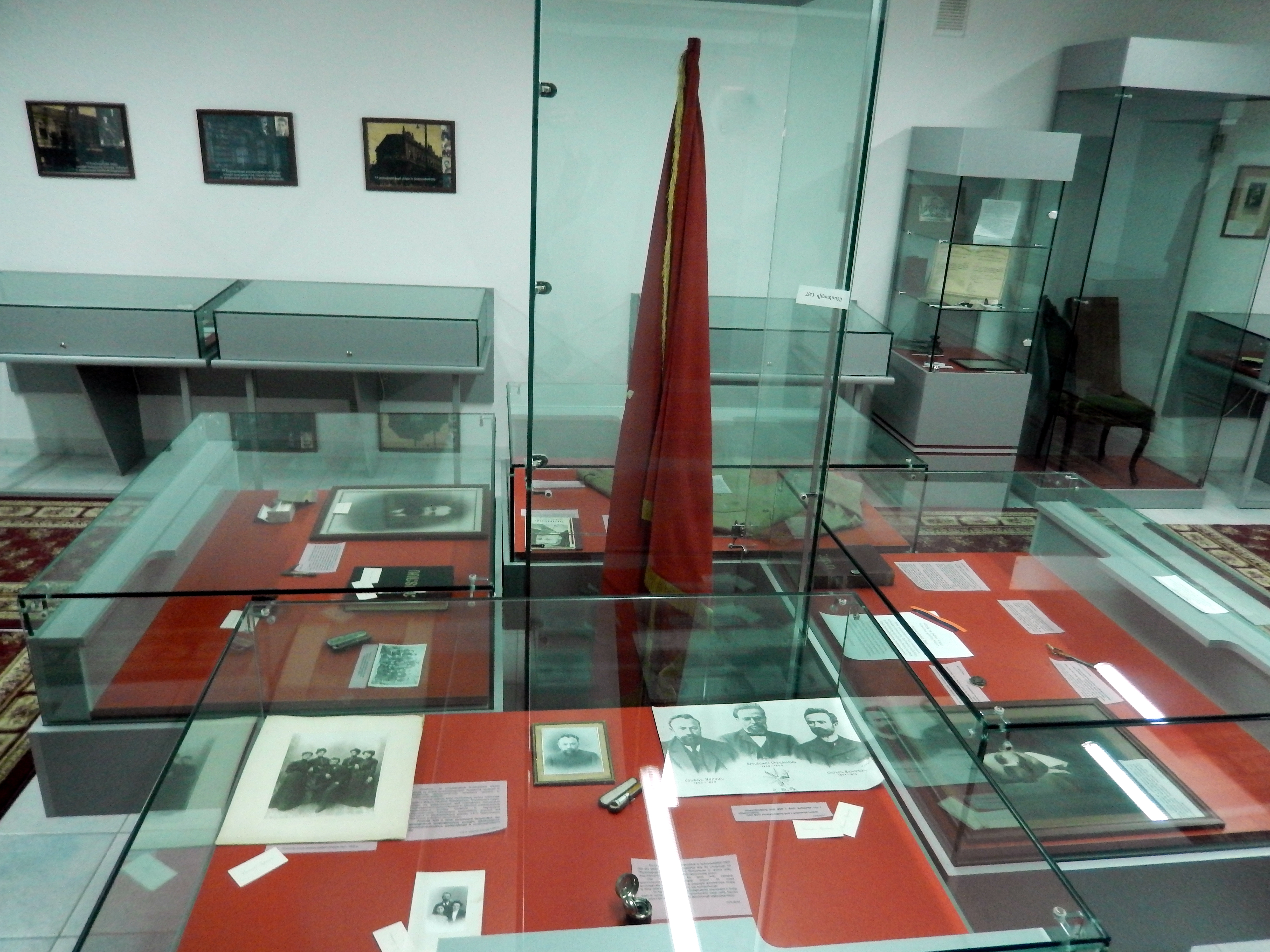
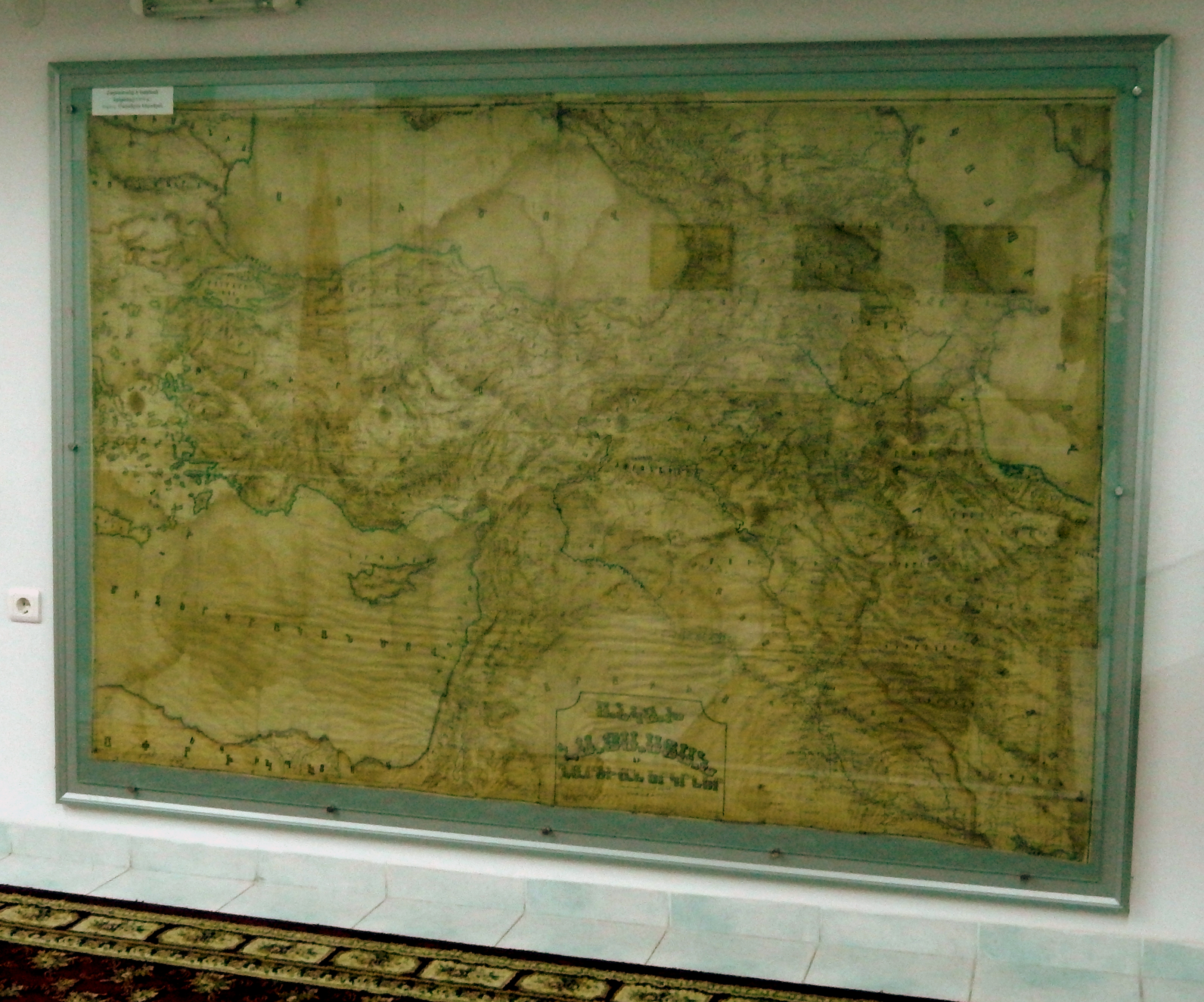
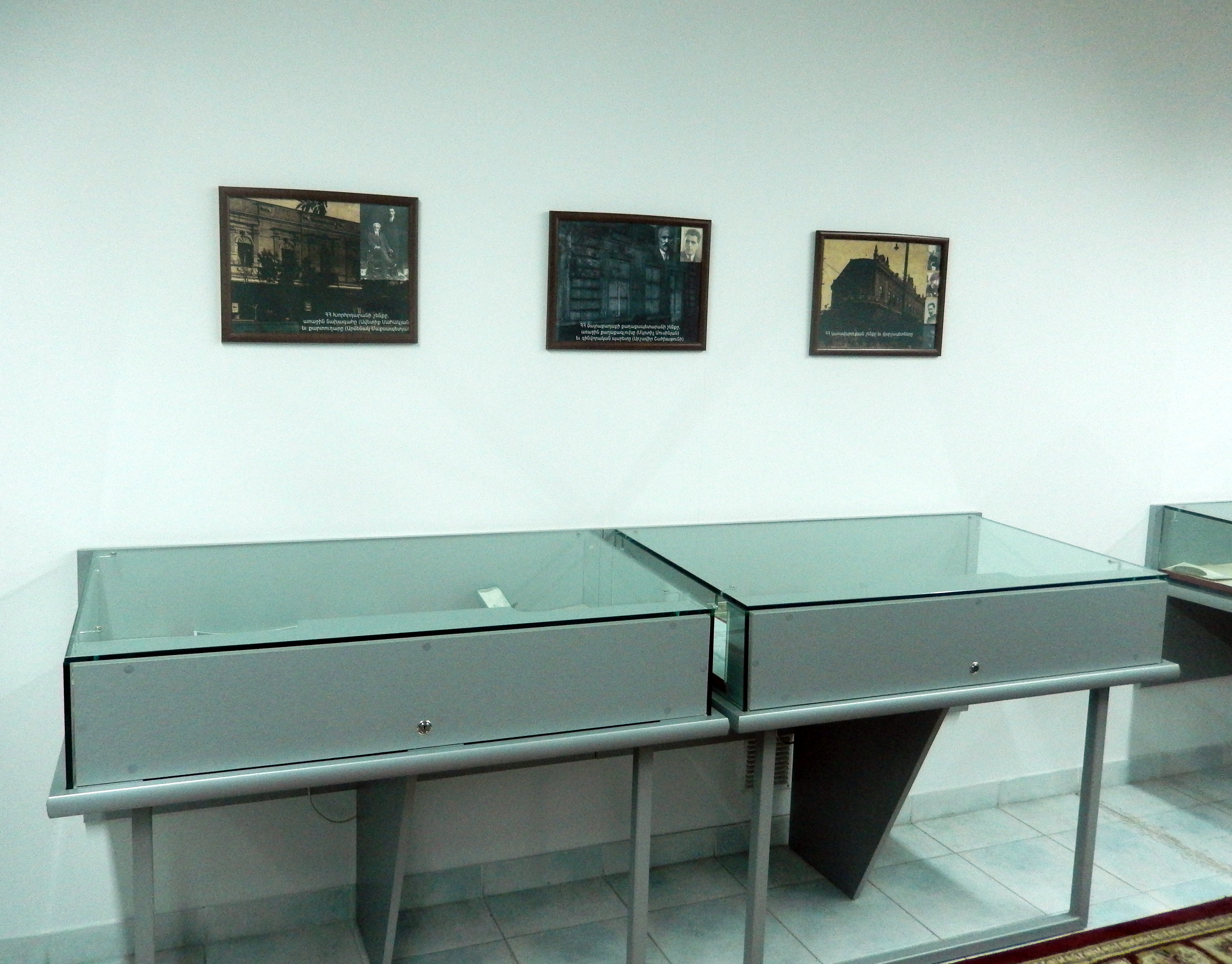
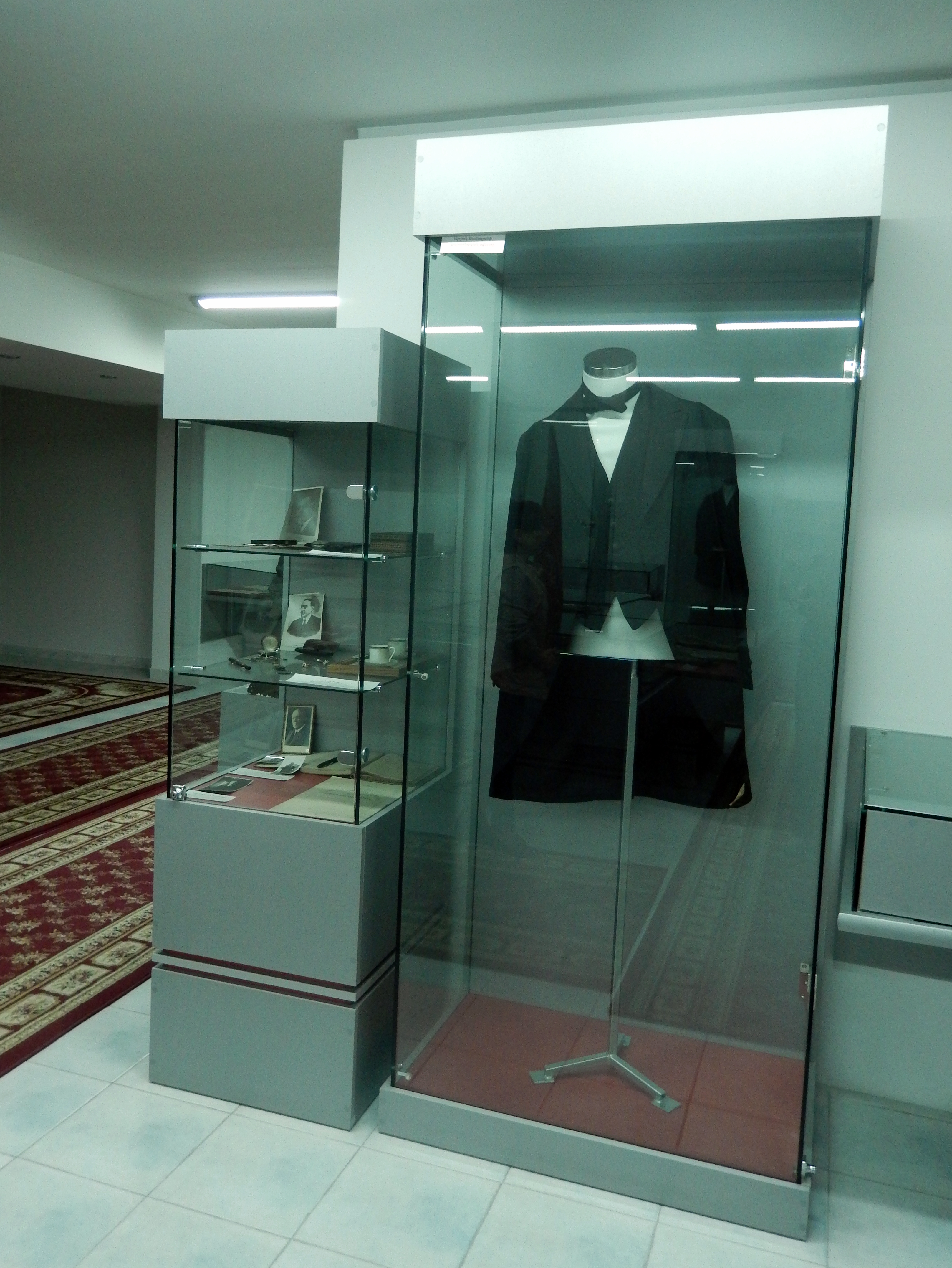
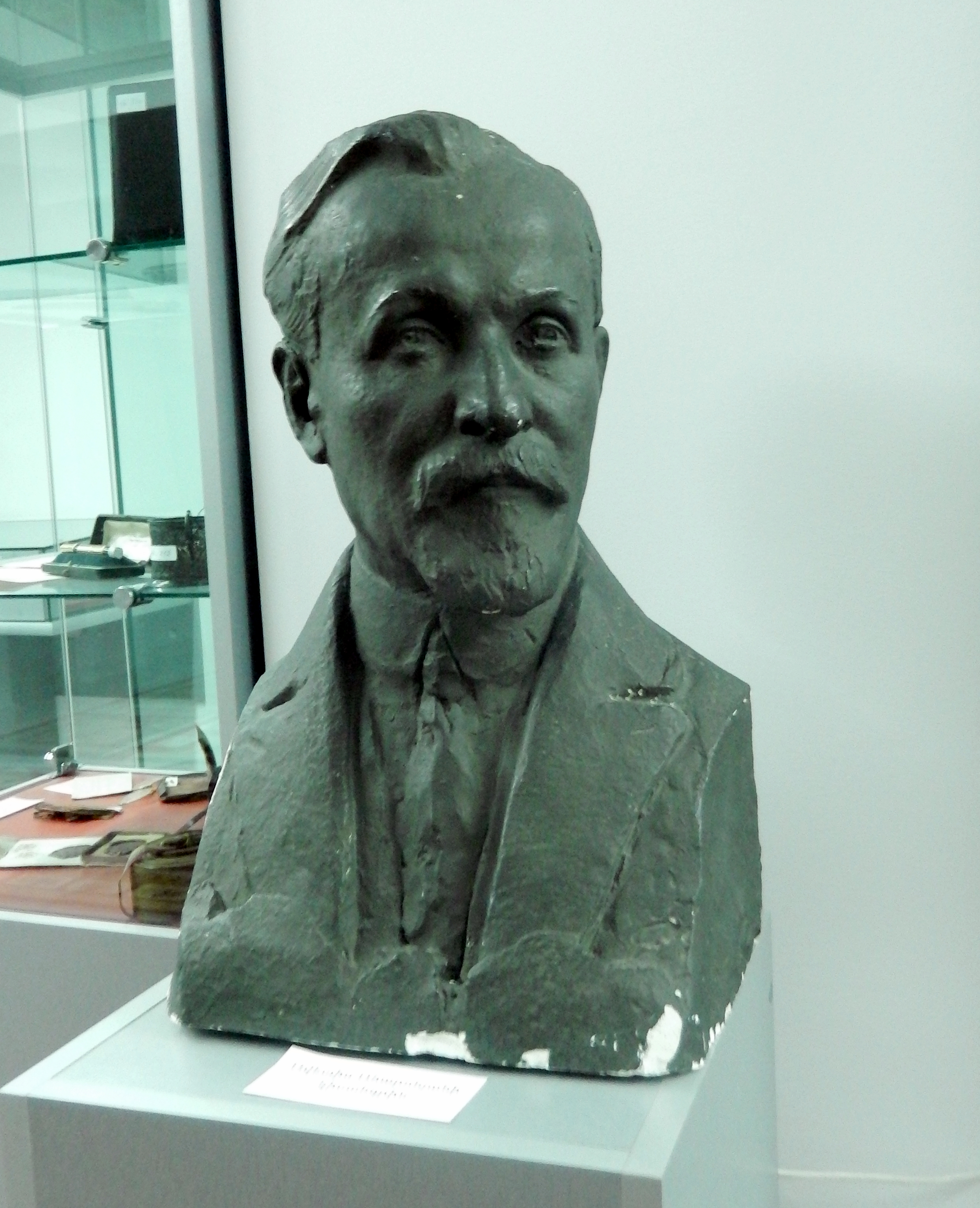
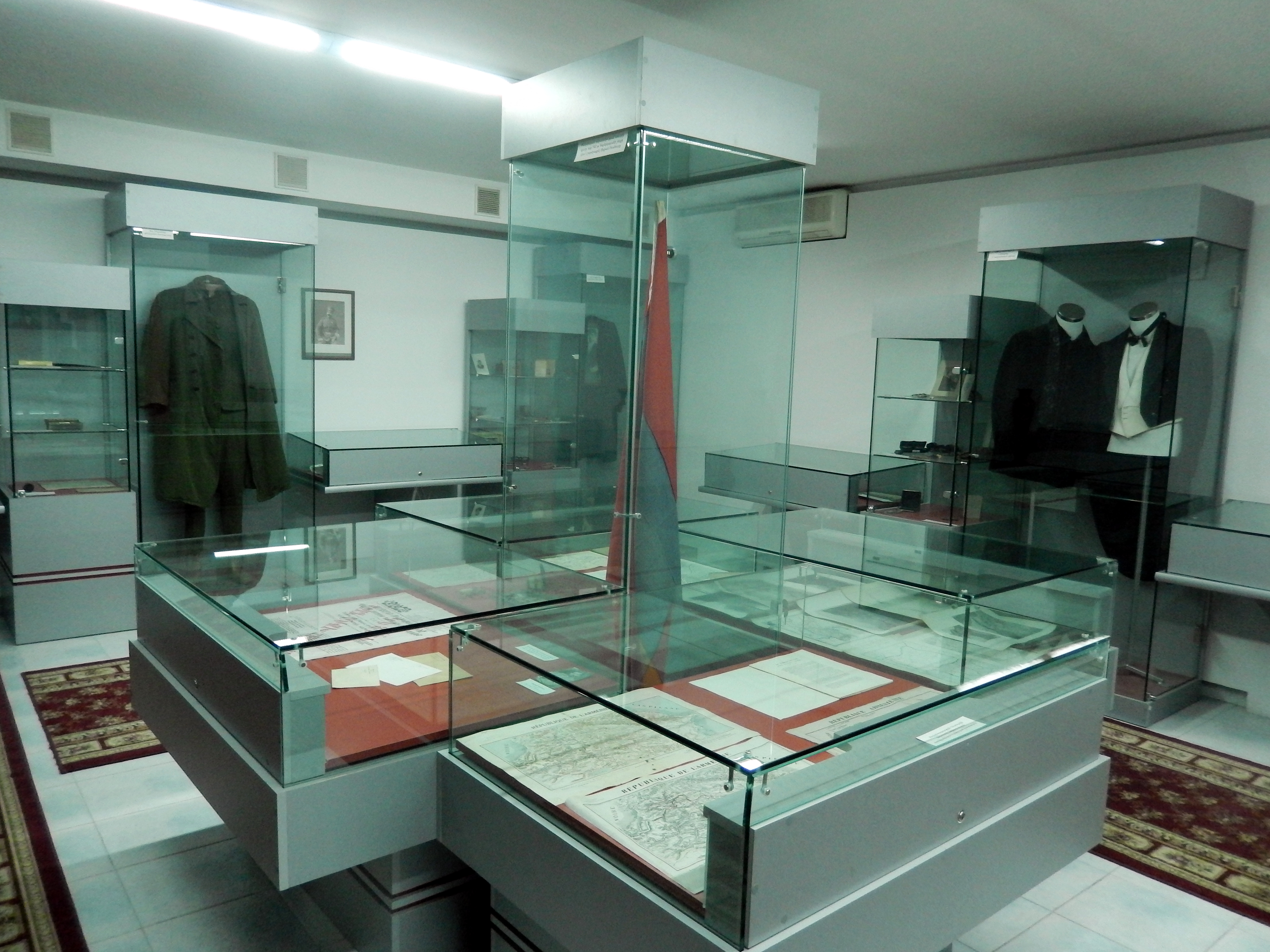
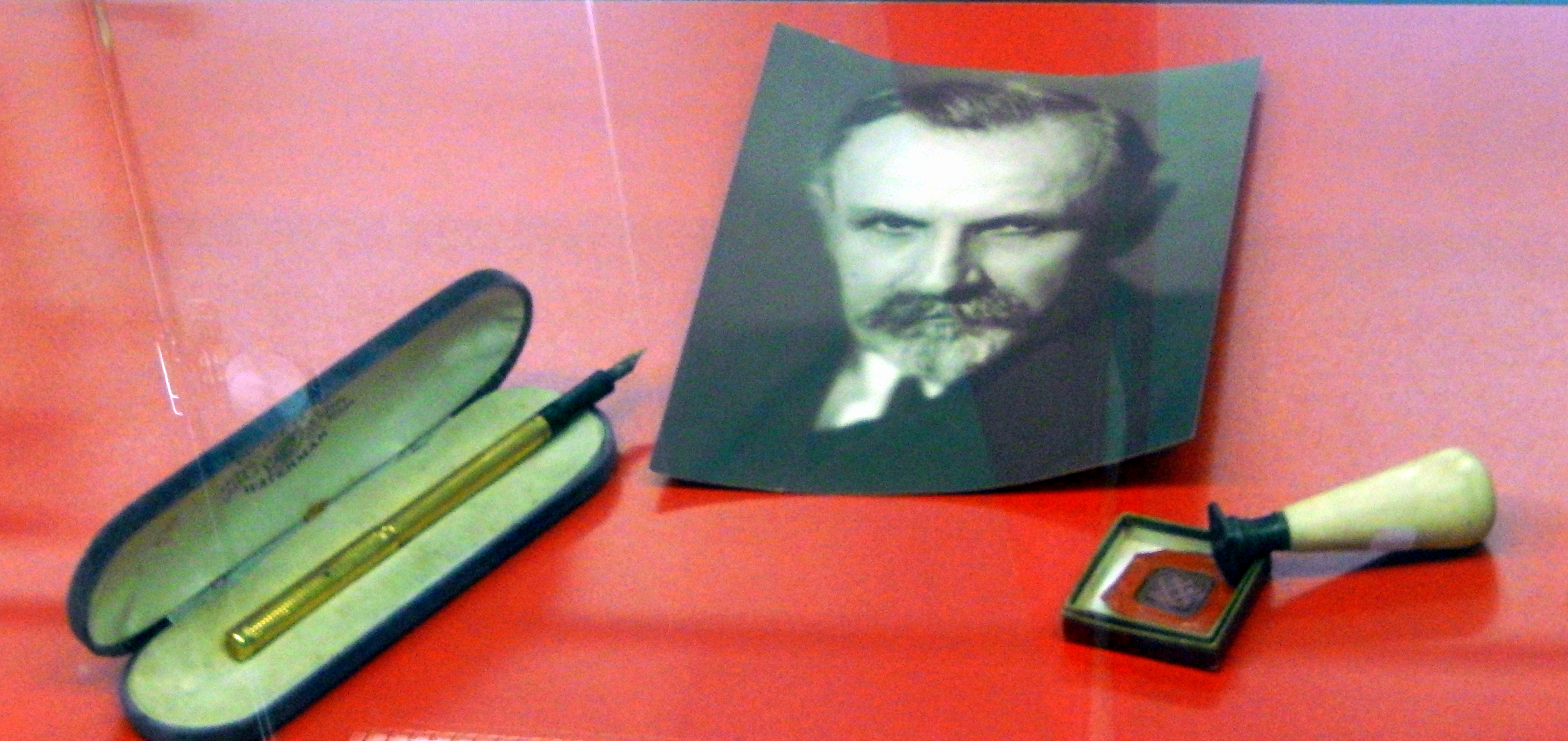
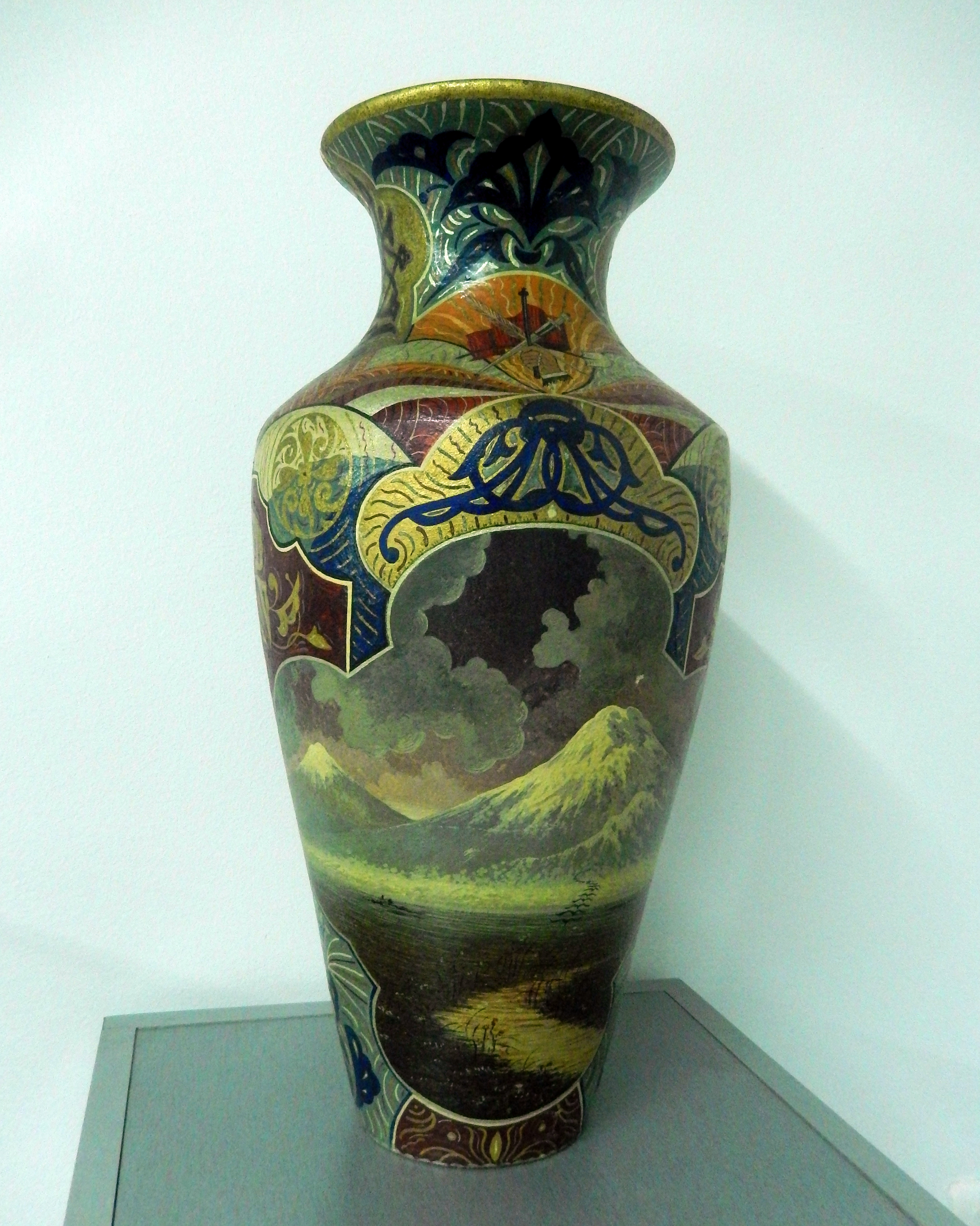
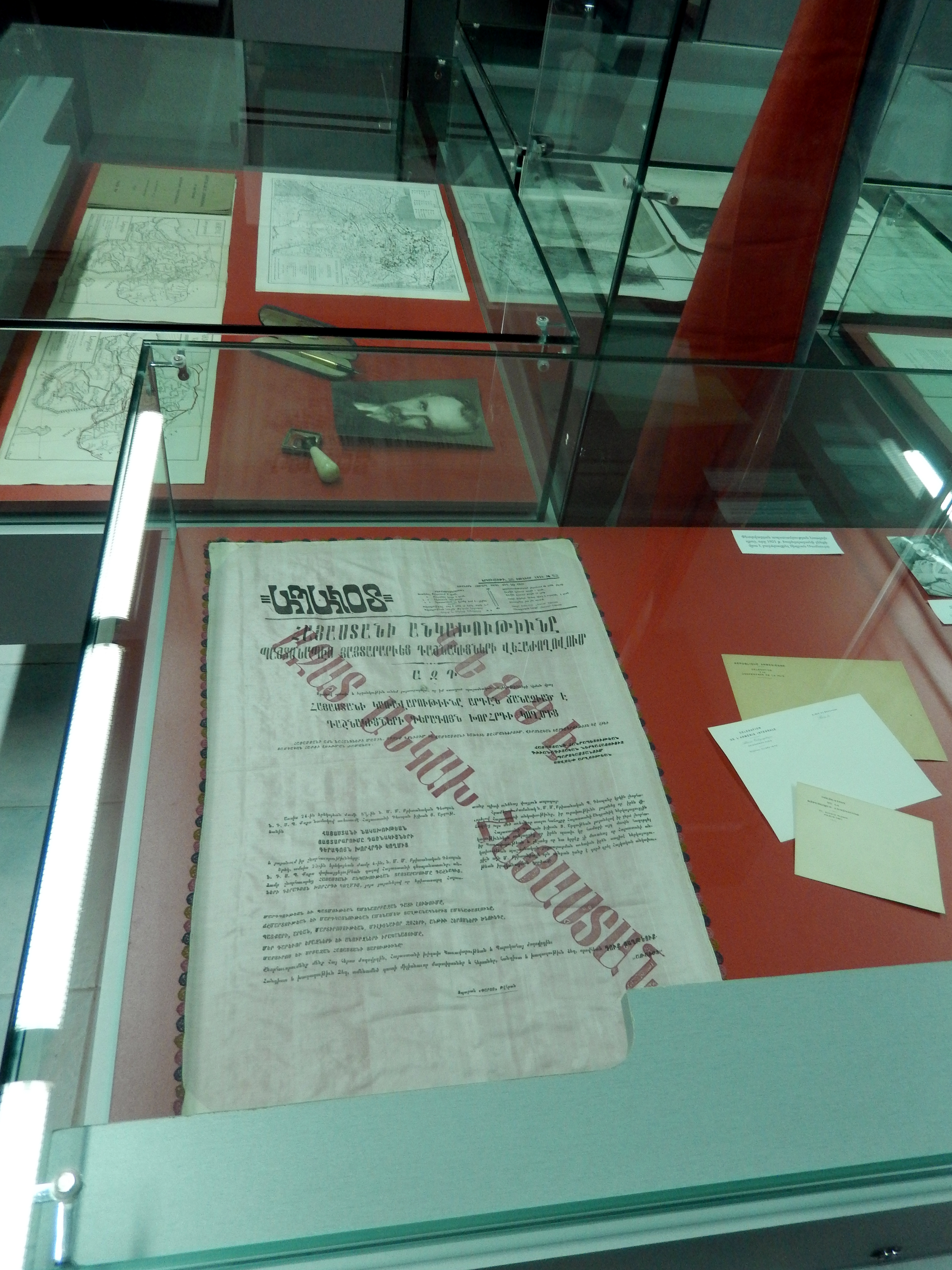
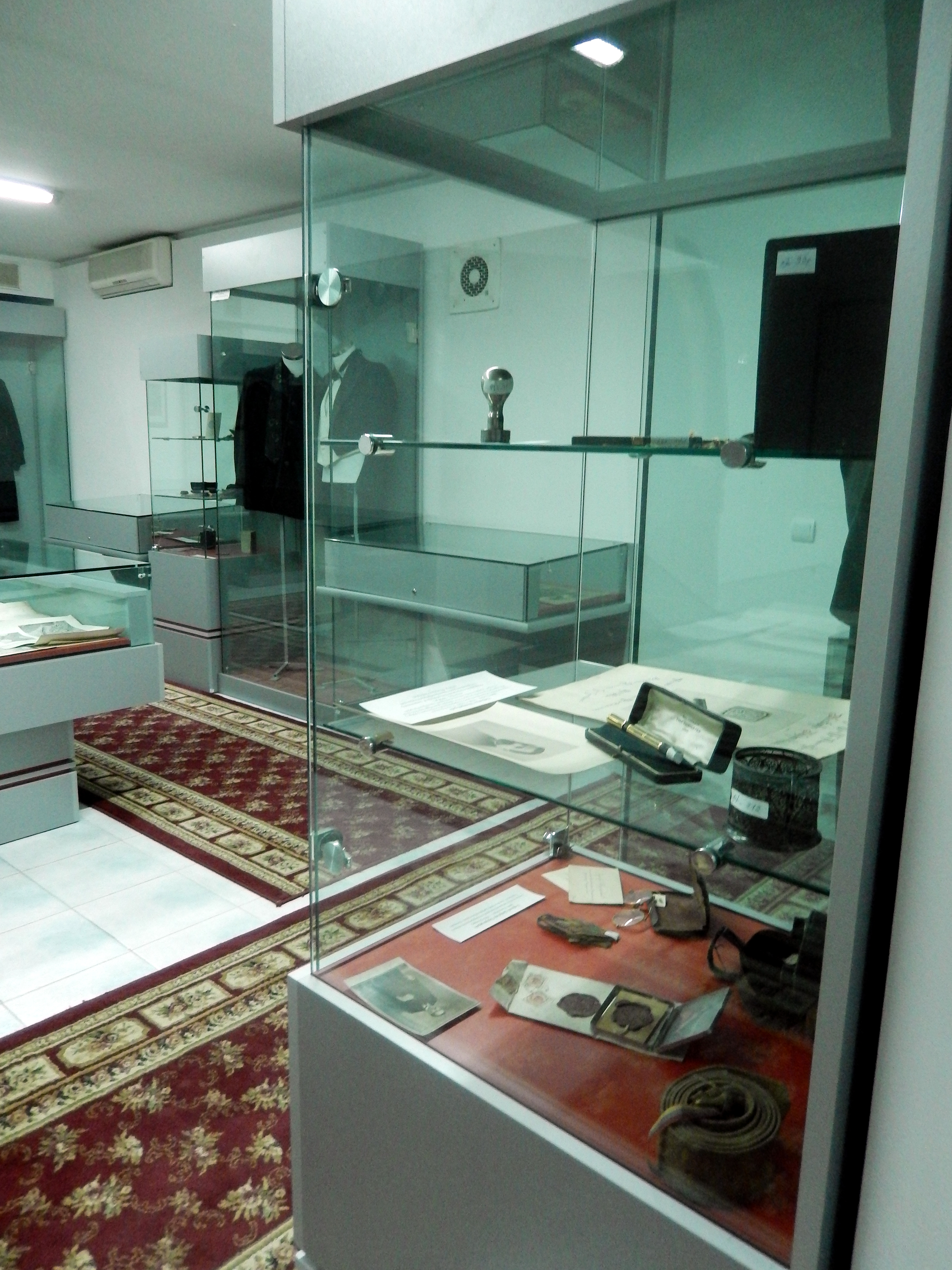
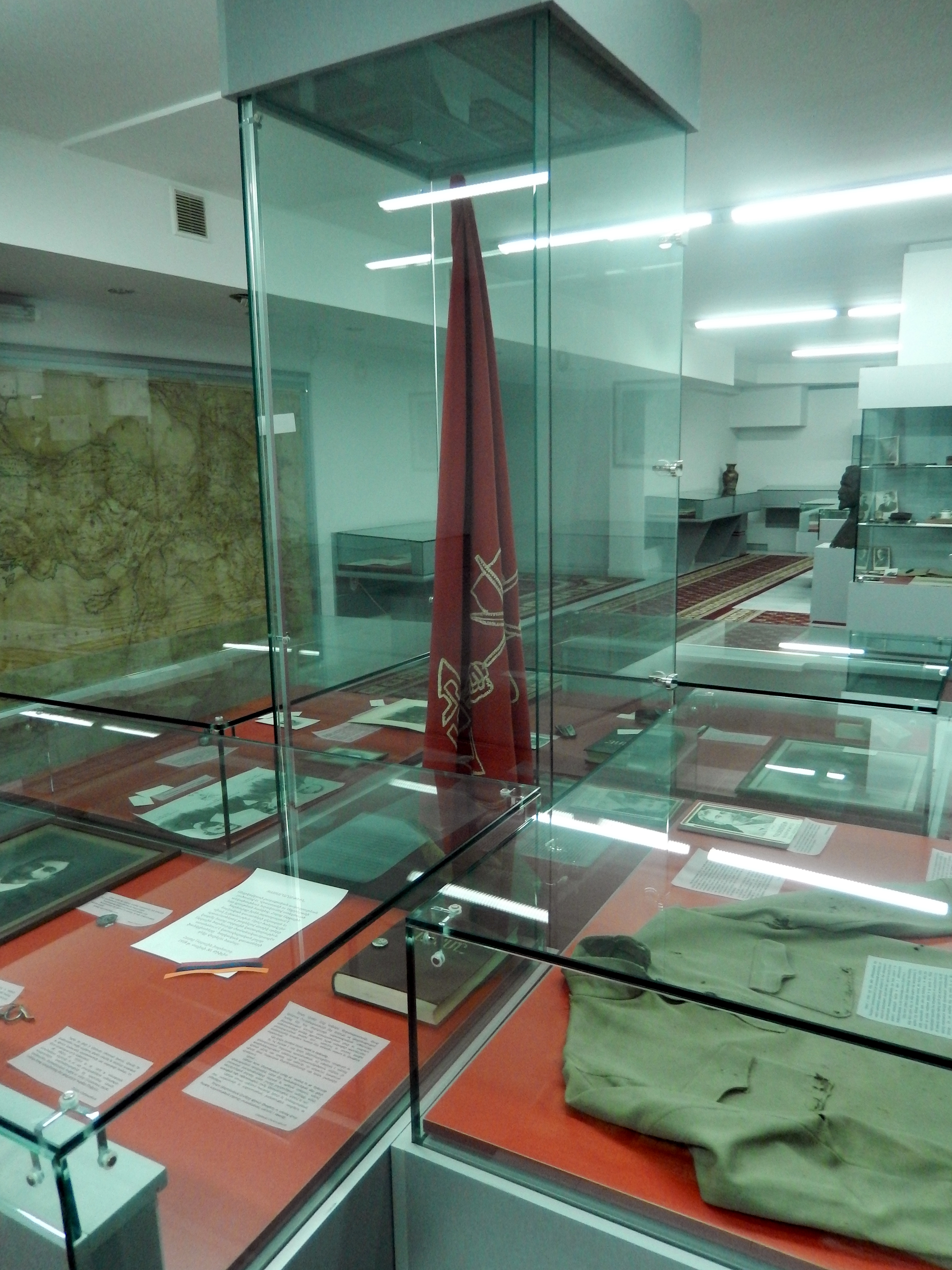